# Angeschissen
Angeschissen (en français Foutu) est un groupe de punk rock allemand, originaire de Hambourg.

## Histoire
Christian Mevs est à partir de 1980 jusqu'à sa première dissolution guitariste du groupe Slime, où il a joué avec Stephan Mahler, batteur, aussi membre de Torpedo Moskau. Tous deux introduisent du punk hardcore dans le style, qui rencontre l'influence de groupes américains tels que Wipers et Rites of Spring. Avec le chanteur Jens Rachut, Mahler écrit également une partie des paroles. Le style musical du groupe évolue entre Slime et Razzia et ce qui deviendra l'emocore.
Un premier single paraît en 1987 avec Angst Macht Keinen Lärm, le premier LP Angeschissen l'année suivante. Le groupe est soutenu par le guitariste de studio Atli Grund. Un split-LP avec Das Moor, le deuxième groupe de Rachut, sort en 1988, peu après sa disparition. L'œuvre complète paraît en 1997 sur un double album du label de Hambourg Schiffen.
Jens Rachut fera partie ensuite des groupes Blumen am Arsch der Hölle, Dackelblut, Oma Hans et Kommando Sonne-nmilch. Dans ce dernier, Stephan Mahler sera batteur jusqu'en 2010.

## Discographie
- 1987 : Angst Macht Keinen Lärm (Single, Buback)
- 1988 : Angeschissen (LP, Buback)
- 1991 : Angeschissen/Das Moor (Split-LP, Buback)
- 1997 : Angeschissen (Double-LP/CD, Schiffen)

## Source de la traduction
- (de) Cet article est partiellement ou en totalité issu de l’article de Wikipédia en allemand intitulé « Angeschissen » (voir la liste des auteurs).